# Григорівка (Богодухівський район)
Григорі́вка — село в Україні, у Коломацькій селищній громаді Богодухівського району Харківської області. Населення становить 21 осіб. До 2020 орган місцевого самоврядування — Шелестівська сільська рада.

## Географія
Село Григорівка знаходиться на відстані 2 км від витоків річки Ковалівка. Примикає до села Петропавлівка.

## Історія
12 червня 2020 року, розпорядженням Кабінету Міністрів України № 725-р «Про визначення адміністративних центрів та затвердження територій територіальних громад Харківської області», увійшло до складу Коломацької селищної громади.
19 липня 2020 року, в результаті адміністративно-територіальної реформи і ліквідації Коломацького району, село увійшло до складу Богодухівського району.